# Armancourt, Somme

Armancourt este o comună în departamentul Somme, Franța. În 1 ianuarie 2022 avea o populație de 33 de locuitori.